# اوکان دریچی
اوکان دریچی (انگلیسی: Okan Derici؛ زادهٔ ۱۶ آوریل ۱۹۹۳) بازیکن فوتبال اهل ترکیه است.
از باشگاه‌هایی که در آن بازی کرده‌است می‌توان به باشگاه ورزشی گالاتاسارای، باشگاه فوتبال گالاتاسرای، باشگاه فوتبال قونیه‌اسپور، و باشگاه فوتبال قوت-وایس ارفورت اشاره کرد.
وی همچنین در تیم‌های ملی فوتبال جوانان ترکیه، و جوانان آلمان، Turkey national under-17 football team، جوانان ترکیه، و Turkey national under-19 football team بازی کرده‌است.